# Mark Pope
Mark Edward Pope (Omaha, 11 settembre 1972) è un ex cestista e allenatore di pallacanestro statunitense, professionista nella NBA e in Turchia.

## Carriera
È stato selezionato dagli Indiana Pacers al secondo giro del Draft NBA 1996 (52ª scelta assoluta).

## Palmarès
- Campione NCAA (1996)
- Campionato turco: 1

Efes Pilsen: 1996-97